# Rivera (departamento)

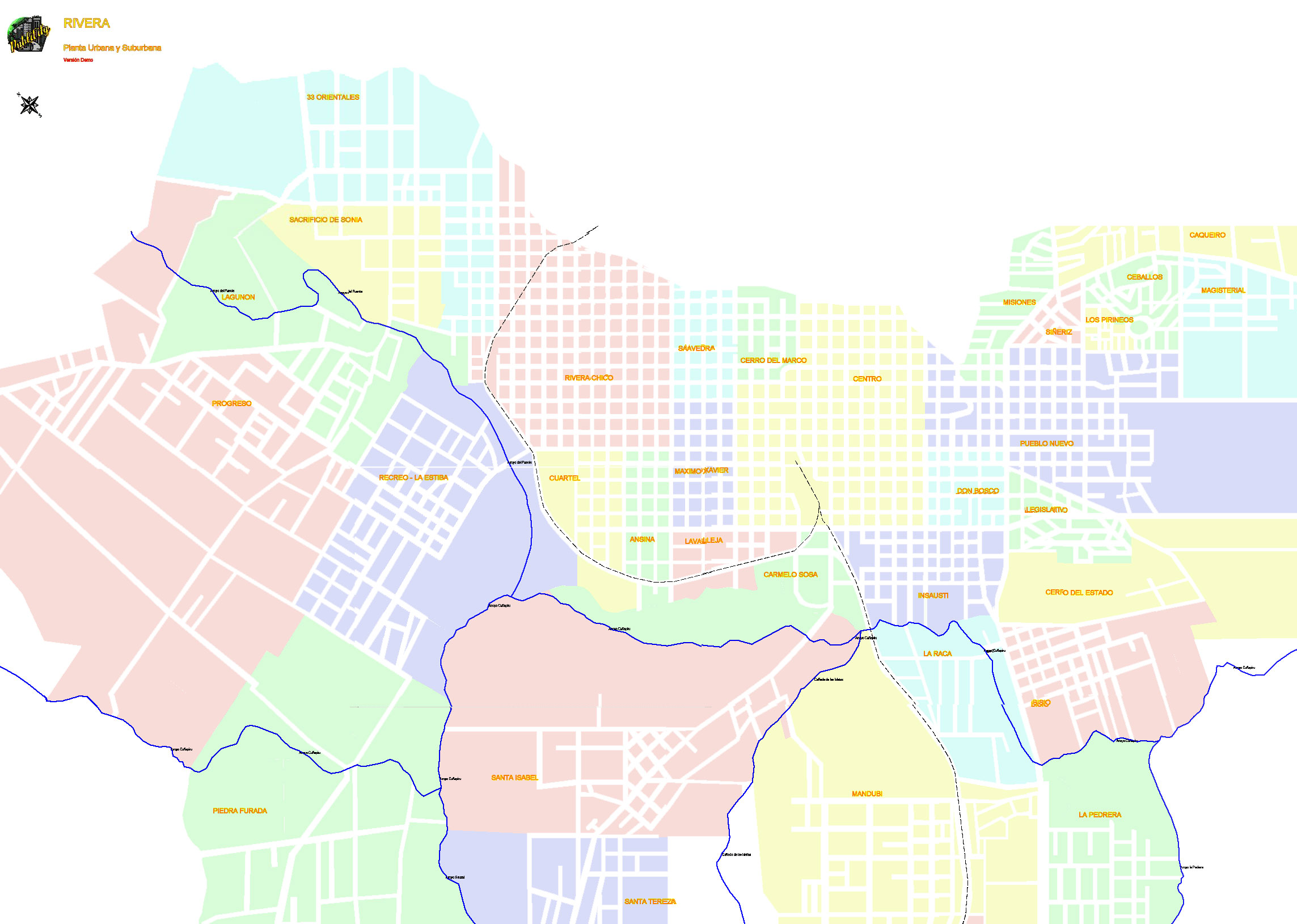
Mapa com os bairros de Rivera

Rivera é um departamento do Uruguai, sua capital é a cidade de Rivera. Está localizado no norte do país.

## História
Rivera foi criado em 1 de outubro de 1884 a partir do  departamento de Tacuarembó, é assim chamado em homenagem a General Fructuoso Rivera, primeiro presidente do Uruguai, que participou em diversas batalhas de independência contra os portugueses, os brasileiros, e nas guerras civis contra o Partido Blanco e seus aliados, os rosistas argentinos.

## Geografia
Rivera possui uma área total de 9.370 km², correspondente a 5,31% da área total do país.

### Limites
- Salto a noroeste;
- Brasil a norte e nordeste;
- Cerro Largo a sudeste;
- Tacuarembó ao sul e oeste.

### Clima
Rivera possui clima subtropical úmido, com temperaturas médias ao redor de 18,5 °C e precipitação média de 1.300 mm anual, o que o torna mais quente e chuvoso que a média nacional.

### Hidrografia
O rio Tacuarembó, afluente do rio Negro, é o principal rio do departamento. Junto a este correm o Laureles, o Cuñapirú, o Lunarejo, o Yaguarí e o riacho Caraguatá.

## Demografia
De acordo com o censo de 2004, o departamento possuía 104.921 habitantes, correspondente a 3,24% da população total do Uruguai. Para cada 100 mulheres existiam 96,4 homens.
- taxa de crescimento populacional: 0,610%
- taxa de natalidade: 17,94 nascimentos por mil habitantes
- taxa de mortalidade: 8,45 mortes por mil habitantes
- idade média: 29,6 anos (28,1 homens e 30,9 mulheres)
- expectativa de vida no nascimento: 74,12 anos
  - 70,04 anos para homens
  - 78,37 anos para mulheres
- tamanho médio familiar: 2,56 filhos por mulher
- renda per capita urbana (cidades de 5.000 habitantes ou mais): 3.214,70 pesos uruguaios/mês.

### Evolução da População
Crescimento populacional do departamento de 1908 a 2004.
- 1908: 35.683
- 1963: 77.086
- 1975: 82.043
- 1985: 89.475
- 1996: 98.472
- 2004: 104.921

## Principais Centros Urbanos
Cidades e povoados com mais de 1.000 habitantes, de acordo com o censo de 2004.
| Cidades/povoados  | população |
| ----------------- | --------- |
| Rivera            | 64.426    |
| Tranqueras        | 7.284     |
| Mandubí           | 5.157     |
| Vichadero         | 4.074     |
| Minas de Corrales | 3.444     |
| La Pedrera        | 2.887     |
| Santa Teresa      | 2.171     |
| Lagunón           | 2.154     |